# الحزب الدستوري (بيرو)
الحزب الدستوري (بالأسبانية: Partido Constitucional) كان حزبا سياسيا في بيرو. تأسس الحزب في عام 1886 على يد أندريس افيلينو كاسيريس البطل القومي في حرب المحيط الهادئ. كان الحزب تعبيرا عن الأوليغارشية القومية والعسكرية، بالإضافة إلى أكبر ملاك الأراضي والكنيسة الكاثوليكية.
شكل الحزب الدستوري اتفاقية مع الحزب المدني لوقف تقدم الحزب الديمقراطي، مما تسبب في حرب أهلية عام 1895. بعد نهاية الحرب الأهلية في عام 1896 تمت الإطاحة بالحزب من قبل السلطة وحله.